# 나카소네 야스타카

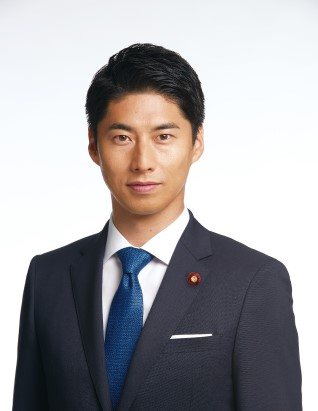
나카소네 야스타카 중의원

나카소네 야스타카(中曽根 康隆, 1982년 1월 19일 ~ 일본 도쿄도)는 일본의 정치인이며 자유민주당 소속의 중의원(2선)이다. 지역구는 군마현 제1구이다. 가족관계는 할아버지는 제71·72·73대 일본의 내각총리대신를 역임했던 나카소네 야스히로이며 아버지는 오부치 내각에서 일본 과학기술청 장관을 역임했고 모리 내각에서 문부대신을 역임했고 아소 내각과 하토야마 내각에서 외무대신을 역임했던 현재 참의원 의원인 나카소네 히로후미이다.

## 정계 입문 이후
2017년 제48회 일본 중의원 의원 총선거에서 자유민주당으로 비례대표에 당선되고 난 후에 2021년 제49회 일본 중의원 의원 총선거에서 할아버지인 故나카소네 야스히로와 아버지인 나카소네 히로후미가 태어났던 고향인 군마현 제1구에 출마해 재선의원 당선되었고 11월 11일 제2차 기시다 내각에서 기시 노부오 방위대신의 정무관 겸 내각부대신 정무관으로 취임했다.

## 역대 선거 결과
|  | 33.28% |

|  | 56.32% |

## 웹사이트
- 나카소네 야스타카 중의원 홈페이지